# Smalspår

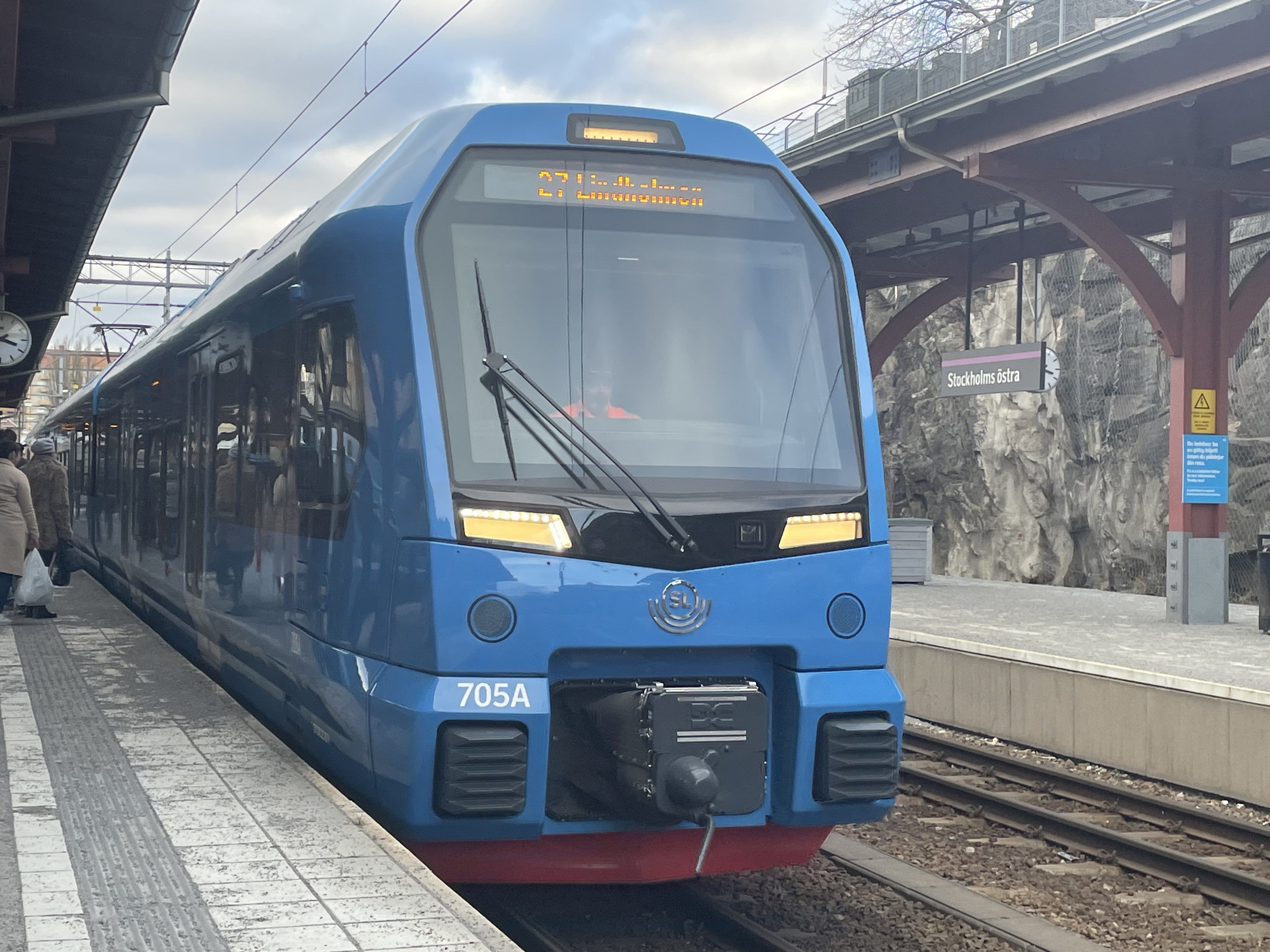
Ett smalspårigt tåg vid Stockholms östra station på Roslagsbanan

Smalspår är en järnvägsterm som betyder att spårvidden är mindre än 1435 mm.

## Järnväg

### Finland
I Finland finns idag smalspårstrafik endast på museibanor. Det har funnits över 350 smalspårsbanor i landet. Trafiken på den sista av dem, den elektrifierade industribanan i Kyrofors, lades ned år 1989.
Under den ryska tiden (före 1917) byggdes det i Finland sammanlagt 13 smalspårsbanor för allmän samfärdsel. De var privata banor som förband mindre städer och bruksorter med  Statsjärnvägarnas huvudbanor. Initiativ till banorna togs ofta av framgångsrika industrialister och bruksägare, men även borgerskapet i kuststäder som förbigicks när huvudbanorna drogs var aktiva i etableringen av smalspårsbanor.

#### Mänttä-Filpula
Den första smalspårsbanan för allmänheten var järnvägen mellan Mänttä och Filpula, som låg vid huvudbanan norr om Tammerfors. Passagerartrafiken inleddes redan i oktober år 1897, men officiellt öppnades banan för allmän samfärdsel år 1900. Banan byggdes på initiativ av industrialisten Gustaf Adolf Serlachius, som grundat träsliperi och pappersbruk i Mänttä. Banans spårvidd var 600 mm. Produktionen vid bruket i Mänttä växte sig med tiden så stor, att smalspårbanans kapacitet blev otillräcklig, och beslut om statligt stöd för att anlägga bredspår fattades 1927. Efter övergången till bredspår övertogs trafiken av Statsjärnvägarna och smalspårstrafiken avslutades år 1930. Smalspåret demonterades samma år.

#### Jockis-Forssa

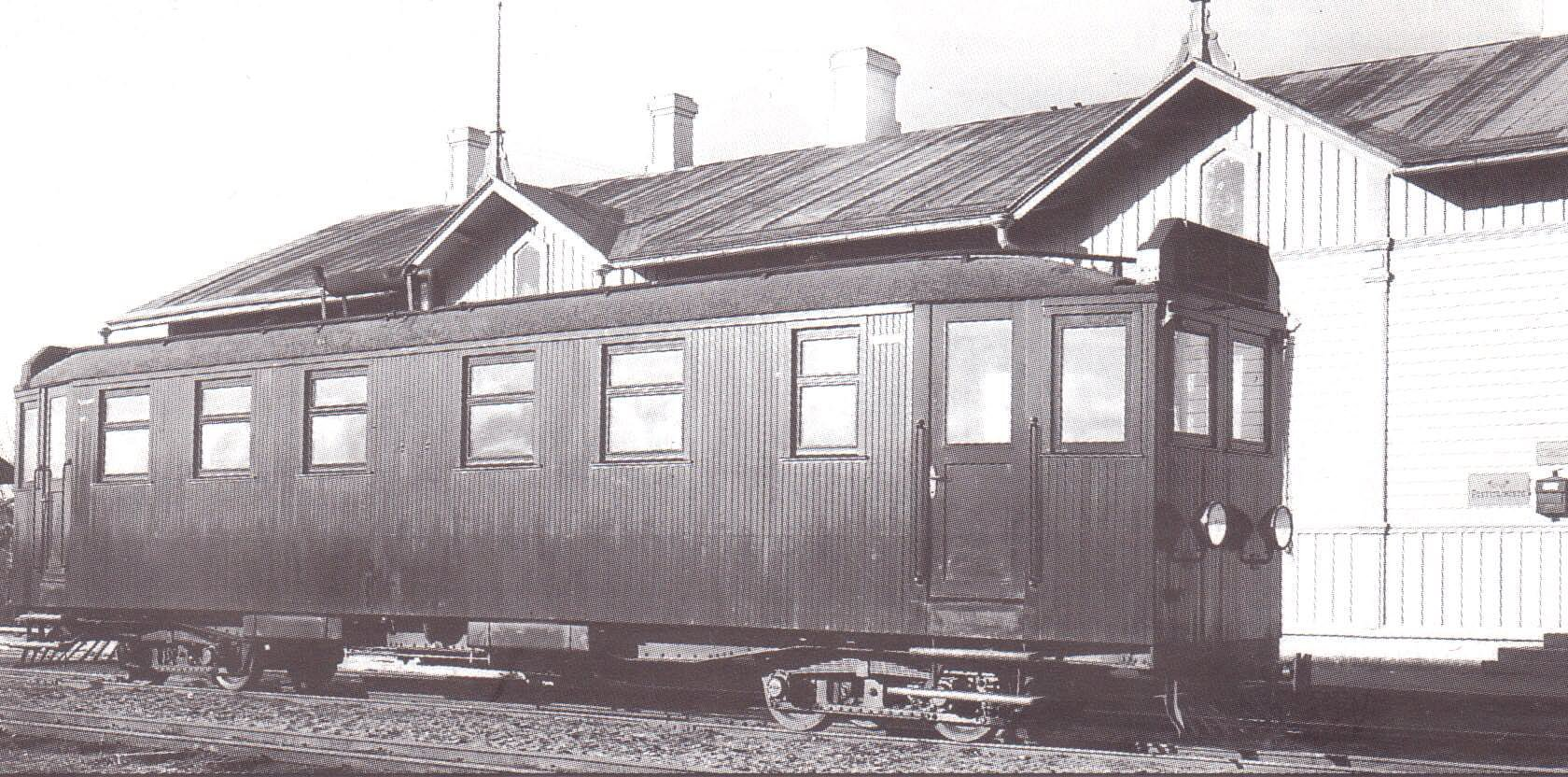
Motorvagn för passagerartrafik vid Jockis-Forssa järnväg, i bruk åren 1932-42.

År 1898 inleddes trafiken på Jockis-Forssa järnväg (J.F.J.) mellan Forssa och Humppila, som ligger vid huvudbanan mellan Åbo och Toijala, och år 1899 öppnades banan officiellt för allmän samfärdsel. Den 23 kilometer långa banan byggdes med 750 mm spårvidd, och betjänade främst bomullsspineriet i Forssa och industrin vid Jockis gods. Ursprungligen ägdes järnvägen huvudsakligen av Jockis gods, men efter mordet på godsägaren, Finlands rikaste man Alfred Kordelin, tillföll godset och även järnvägsbolaget staten, som drev trafik på banan till år 1974. Järnvägsbolaget bytte samma år namn till Jo-Fo Ab, som bedrev motorfordonstrafik på landsväg till år 1980, och sedan fusionerades med statsägda Pohjolan liikenne.  En del av sträckan trafikeras idag av Jockis museijärnväg med lok och vagnar från olika finska smalspårsbanor.

#### Nykarleby-Kovjoki
År 1899 inleddes trafiken vid den 12,5 km långa banan med 600 mm spårvidd mellan Nykarleby och Kovjoki vid den östrbottniska huvudbanan. Den olönsamma trafiken upphörde 1916, och banan köptes av affärsmannen Aleko Lilius för att användas vid de ryska befästningsarbetena i anledning av första världskriget. Idag finns det sommartid ångdriven museitrafik, Nykarleby Jernväg, längs en återuppförd del av sträckan.

#### Lovisa-Vesijärvi

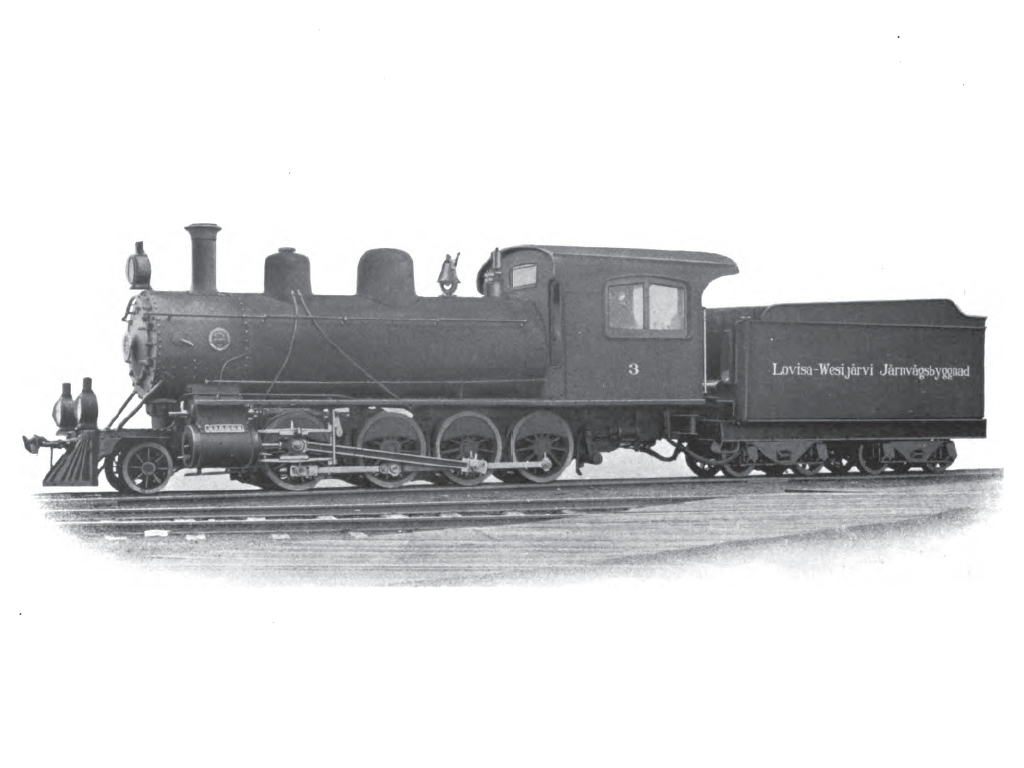
Ett tenderlok av typen Consolidation för spårvidd 750 mm byggt år 1889 vid Brooks Locomotive Works för Lovisa-Vesijärvijärnvägen

Regelbunden trafik längs den längsta smalspårssträckan i Finland (82 km), Lovisa-Vesijärvijärnvägen mellan hamnen vid Vesijärvi i Lahtis, vid stambanan mot Sankt Petersburg, och Lovisa, inleddes år 1904 och fortgick till år 1960, då det som idag kallas Lovisabanan byggdes om till finsk standardspårvidd från ursprungliga 750 mm och trafiken övertogs av Statsjärnvägarna.

#### Högfors-Hyvinge
År 1911 invigdes den smalspåriga banan från Hyvinge till Högfors i hela sin längd (44 km). Banan kom till på initiativ av industrimagnaten Hjalmar Linder. Trafiken vid banan som hade spårvidd 750 mm lades ned år 1967.

### Schweiz
Landet har vid sidan om normalspår spårvidden 1000 mm, sällan 750 mm och 800 mm.

### Sverige
Sveriges enda smalspårsbana i reguljär drift är Roslagsbanan. Banans spårvidd är 891 mm vilket motsvarar tre gamla svenska fot. 
Under 1800- och 1900-talen byggdes flera "trefotsbanor". Jämte denna vanligaste smalspårsbredden i Sverige förekom även 600 mm vilka idag finns representerade vid ett antal museijärnvägar. Den näst vanligaste smalspåriga spårvidden i Sverige var 1067 mm. Denna spårvidd fanns bland annat på merparten av järnvägarna i Blekinge och vidare på linjer till Halmstad och Växjö samt även vid Sundsvall-Torpshammars Järnväg. Spårvidden är dock på intet sätt ovanlig utomlands,  den finns exempelvis i Japan, Sydafrika och Australien. Några norska järnvägar byggdes från början också med spårvidden 1067 mm.
Andra relativt vanliga smalspår var 802 mm, som till exempel Hällefors-Fredriksbergs Järnväg. Uddevalla-Vänersborg-Herrljunga Järnväg och dess fortsättning Borås Järnväg hade ett tidigt skede spårvidden 1217 mm (= fyra engelska fot). Ytterligare förekom i Sverige även spårvidderna 1188 mm, 1099 mm, 1093 mm, 792 mm, 750 mm och 693 mm. 
Rekord i antal spårvidder på samma bangård hade Växjö station med tre olika spårvidder på bangården: dels normalspår, 1 435 mm, dels vanligt smalspår, 891 mm, för trafiken norrut mot Hultsfred och Oskarshamn och dels "blekingespårvidden", 1067 mm, som gällde på banorna i Blekinge med utstickare till Växjö och Halmstad. 
Smalspåriga järnvägar byggdes av privata företag, ofta med kommunalt och landstings stöd, inte minst för att de var billigare i anläggning och drift. Omfattande smalspårsnät byggdes i Västergötland, Småland och Östergötland, utöver ett antal mindre nät och isolerade sträckor. Statens Järnvägar byggde inte smalspår, men övertog en mängd smalspårslinjer under 1940- och 1950-talens förstatligande av järnvägsnätet.
Speciella lok och vagnar fick byggas för varje spårvidd och för att utväxla gods mellan smalspår och normalspår krävdes det att man lastade om vagnarna. Men efter hand infördes smalspåriga överföringsvagnar, på vilka man lastade normalspåriga godsvagnar och därmed slapp omlastning. Mot slutet gick nästan all godstrafik på detta sätt; SJ drog godsvagnar från smalspårsnätet till närmaste station med normalspår även om det fanns en närmare smalspårig förbindelse. De sträckor som hade mest trafik byggdes också om till normalspår. Vad gäller persontrafiken fick passagerarna alltid byta tåg själva i Sverige. Det finns dock personvagnar som kan byta spårvidd. Så sker för tåg till Spanien och Ryssland från övriga Europa, då dessa länder har bredspår.
Efter det statliga övertagandet av järnvägsnätet skedde en successiv avveckling av det smalspårsjärnvägar. SJ strävade redan från början efter ett enhetligt vagnsmaterial och det förde till att linjerna inom 10-20 år efter det statliga övertagandet antingen breddades till normalspår (Tjustbanan, Blekinge Kustbana) eller lades ned (VGJ och smalspårsnätet i Småland och Östergötland) samtidigt som det ledde till att investeringarna i det smalspåriga järnvägsnätet eftersattes. Åren 1977–1985 breddades ett antal banor för godstrafik (Kalmar – Berga, Gimo – Hallstavik, Vetlanda – Pauliström). Därefter har smalspårsnätet på statlig järnvägsnätet försvunnit. Den sista banan med godstrafik var den 63 km långa och 891 mm breda sträckan Deje-Hagfors på den privatägda NKlJ (Nordmark-Klarälvens Järnvägar), som lades ned 1990. SJ:s sista sträcka med persontrafik var Växjö-Hultsfred-Västervik, nedlagd 1984, med spårvidden 891 mm. Den sista sträckan med 1 067 mm spårvidd var Karlshamn–Ryd som hade godstrafik till 1979, den lades ner på grund av banans dåliga skick, med formell nedläggning 1981. I övrigt återstår ett antal museijärnvägar med spårvidd 891 eller 600 mm. Den kvarvarande svenska smalspårsbanan i reguljär trafik, Roslagsbanan, är en isolerad pendeltågslinje som drivs av Stockholms Lokaltrafik.
Treskensspår, det vill säga en kombination av normalspår och smalspår, finns på sträckan Västervik – Jenny. Treskensspår kan också vara en kombination av normalspår och bredspår, eller smalspår och bredspår. På sträckan Kimstad–Norsholm i Östergötland fanns en tid tre spår på samma banvall: dels stambanans normalspåriga dubbelspår, dels ett smalspår som ingick i det östgötska smalspårsnätet.

### Södra Afrika
I Sydafrika och flera av dess grannländer, som Zimbabwe och Zambia, används 1067 mm, som därför ofta kallas "kapspårvidd" internationellt (efter Kapprovinsen i Sydafrika, från vilken järnvägsnätet i Södra Afrika utgick från).

### Tyskland
Delstaten Sachsen har spårvidden 750 mm. Mellan Radebeul och Radeburg finns än idag en smalspårsträcka, "Der Lössnitzdackel", "DR Schmalspur-Kursbuchstrecke 509" från 1883. Den är 17 km och trafikeras med gamla ånglok. Dessutom finns ett 140 km lång järnvägsnät med spårvidden 1000 mm i delstaterna Thüringen och Sachsen-Anhalt som kallas för Harzquerbahn.
I delstaten Mecklenburg-Vorpommern finns två smalspåriga järnvägar med reguljär persontrafik: Pa ön Rügen finns en järnväg mellan Göhren och Putbus (Rasender Roland) med spårvidden 750 mm och mellan Bad Doberan och Kühlungsborn går en bana med spårvidden 900 mm (Molli).

## Spårväg
Även spårvägar kan vara smalspåriga. En vanlig spårvidd för spårvägar är 1000 mm, dock inte i Sverige. 

### Finland
Helsingfors spårväg, som har ett ganska stort nät med 71 kilometer banlängd, har 1000 mm spårvidd.

### Sverige
I Sverige var det endast stadsspårvägen i Kiruna och Ulricehamn, som var meterspåriga elektriska spårvägar. I övriga svenska spårvägsstäder använde man normalspår 1435 mm.
Meterspårväg (spårvidd 1000 mm) har även Göteborg haft. Men det var under hästspårvägens tid. 1878–1902. 1902 löste dåvarande Göteborgs stad ut det engelska spårvägsbolaget som trafikerade stadens hästspårvägssystem, och breddade spåret till normalspår 1435 mm samt elektrifierade nätet med 600 volt likspänning. En del gamla hästspårvagnar sparades och byggdes om till normalspåriga släpvagnar eller senare till likvagnar som framförallt användes under pandemin "Spanska sjukan" som härjade ungefär samtidigt som första världskriget.
Göteborgs stadsmuseum har en hästspårvagn bevarad, denna deponeras hos Spårvägssällskapet Ringlinien dessvärre vet man inte så mycket om denna vagn, men den är sannolikt byggd i England på 1880-talet. Denna hästspårvagn är idag körklar och byggdes om till normalspår inför Göteborgs Spårvägars 50-årsjubileum 1929. Vagnen var senast ute på stan under GS 125-årsjubileum och drogs då av hästen "Sir John" inlånad från Nordhallänningarnas körsällskap, då hästar inte ingår i Ringliniens ordinarie dragkraft, ej heller som medlemmar i föreningen, ännu.

### USA
Kabelspårvagnarna i San Francisco kör på 1067 mm.